# Guillermo García Cantú
Guillermo García Cantú este un actor mexican foarte cunoscut pentru telenovele sale.

## Filmografie

### Telenovele
- ,,Triunfo del amor (2010)...Guillermo Quintana
- Camaleones (2009) .... Augusto Ponce de León
- Fuego en la sangre (2008)  .....  Fernando Escandón
- Código postal (2006)  .....  Claudio Garza Moheno
- La madrastra (2005)  .....  Demetrio Rivero
- Amar otra vez (2003)  .....  Guillermo Montero
- La intrusa (2001)  .....  Rodrigo Junquera, Jr
- Mujer bonita (2001)  .....  Leopoldo
- Siempre te amaré (2000)
- Serafín (1999)  .....  Raúl
- Rosalinda (1999)  .....  Jose Fernando Altamirano
- Salud, dinero y amor (1997)  .....
- Marisol (1996)  .....  Raúl
- Canción de amor (1996)  .....  Lic. Arizmendi
- Acapulco, cuerpo y alma (1995)  .....  Marcelo
- Marimar (1994)  .....  Bernardo Duarte
- Volver a empezar (1994)  .....  Tony
- Valentina (1993)  .....  Victor
- Triángulo (1992)  .....  David
- Atrapada (1991)  .....  Victor
- Cuando llega el amor (1990)  .....  Rodrigo
- La casa al final de la calle (1989)  .....  Braulio
- Como duele cayar (1987)  .....  Mauro
- De pura sangre (1986)  .....  Alsemo
- El engaño (1986)  .....  Gerardo

### Teatru
- La mudanza (1984)

## Premii și nominalizări

### Premios TVyNovelas
| An   | Categorie                    | Telenovelă         | Rezultat   |
| ---- | ---------------------------- | ------------------ | ---------- |
| 2009 | Cel mai bun personaj negativ | Fuego en la sangre | Câștigător |
| 2006 | Cel mai bun personaj negativ | La madrastra       | Nominat    |